# Economia planificada
Economia planificada ou economia planejada é um tipo de sistema econômico em que o investimento, a produção e a alocação de bens de capital ocorrem de acordo com os planos econômicos para toda a economia. Uma economia planificada pode utilizar formas de planejamento econômico centralizadas, descentralizadas, participativas ou do tipo soviético. O nível de centralização ou descentralização na tomada de decisão e participação depende do tipo específico de mecanismo de planejamento empregado. Os estados socialistas baseados no modelo soviético usaram o planejamento central, embora uma minoria, como a República Federal Socialista da Iugoslávia, tenha adotado algum grau de socialismo de mercado. O socialismo abolicionista de mercado substitui os mercados de fatores pelo cálculo direto como meio de coordenar as atividades das várias empresas econômicas de propriedade social que constituem a economia. Abordagens mais recentes ao planejamento e alocação socialistas vieram de alguns economistas e cientistas da computação que propuseram mecanismos de planejamento baseados nos avanços da ciência da computação e da tecnologia da informação.
Economias planejadas contrastam com economias não planejadas, especificamente economias de mercado, onde empresas autônomas que operam em mercados tomam decisões sobre produção, distribuição, preços e investimento. As economias de mercado que usam o planejamento indicativo são chamadas de economias de mercado planejadas, economias mistas e economias de mercado mistas. Uma economia de comando segue um sistema de comando administrativo e usa um planejamento econômico do tipo soviético, que era característico da antiga União Soviética e do Bloco de Leste antes que a maioria desses países se convertesse em economias de mercado. Isso destaca o papel central da administração hierárquica e da propriedade pública da produção na orientação da alocação de recursos nesses sistemas econômicos.
Nas mais modernas economias planificadas, um poder central fica encarregado de decidir a respeito dos investimentos a serem realizados pela sociedade, a distribuição dos recursos necessários à produção, consumo e as metas a serem atingidas pelas empresas. Exemplo dessa chamada economia planificada podemos identificar no processo desenvolvido durante o período de 1964 a 1985 no Brasil, quando houve "quatro chamados Planos Nacionais de Desenvolvimento, denominados PND I, II, III e IV"; cada um desses com duração de cinco anos, indicando os rumos que a economia deveria seguir para o crescimento harmônico nos períodos.
Muitas das economias totalmente planificadas que existiram sobretudo no século XX acabaram perdendo credibilidade ao longo dos anos 1980 e 1990, devido ao aumento da burocratização e à ausência de incentivos a ganhos de produtividade e inovações. Houve, no Brasil, apesar de este país não ser totalmente planificado na época, um "Ministério da Desburocratização" para tornar o processo mais rápido e menos burocratizado, com vistas ao custo e qualidade do produto e sua competitividade, a nível internacional, entre o III e o IV Plano Nacional de Desenvolvimento; e também a criação de órgãos como o "Ministério da Ciência e Tecnologia", ligando as instituições escolares às empresariais, com o fito de modernizar o aparelho produtivo, na figura do operário e do estudante, ao nível do chamado então "Primeiro Mundo", como eram, na época, chamados, países como os Estados Unidos, Reino Unido, Alemanha, Japão, França e outros. O Brasil se encontrava no nível dos países "em desenvolvimento", estando agora entre os principais emergentes do globo.

## Visão Geral
No mundo helenístico e pós-helenístico, "o planejamento estatal obrigatório era a condição comercial mais característica para o interior do Egito, para a Índia helenística e, em menor grau, para as regiões mais bárbaras do Selêucida, do Pergameniano, do sul da Arábia e do Impérios partas". Os estudiosos argumentaram que a economia inca era um tipo flexível de economia de comando, centrada no movimento e na utilização da mão-de-obra em vez de bens. Uma visão do mercantilismo o vê como uma economia planejada.
A economia planejada de estilo soviético evoluiu da continuação da economia de guerra existente na Primeira Guerra Mundial, bem como outras políticas, conhecidas como comunismo de guerra, para os requisitos da Guerra Civil Russa. Essas políticas começaram a ser formalmente consolidadas em um órgão oficial do governo em 1921, quando o governo soviético fundou a Gosplan. No entanto, o período da Nova Política Econômica interveio antes do início dos planos quinquenais em 1928. O dirigismo, ou direção governamental da economia por meios não coercitivos, foi praticado na França e na Grã-Bretanha após a Segunda Guerra Mundial. O governo sueco planejou modelos de habitação pública de maneira semelhante ao planejamento urbano em um projeto chamado Programa Milhões, implementado de 1965 a 1974. Alguma participação descentralizada no planejamento econômico foi implementada em toda a Espanha Revolucionária, principalmente na Catalunha, durante a Revolução Espanhola de 1936.

### Revolução de 1917
Poucos dias depois da vitória da Revolução de 1917, foi baixado um decreto de 26 de outubro, pelo qual as Autoridades Centrais aboliram o direito de propriedade sobre as terras. Esse ato foi ratificado pela Lei de Socialização da Terra, abrangendo a gestão da terra e dos rebanhos. Como resultado, houve um decréscimo da produção agrícola,a ponto de que, em 1921, "a produção agrícola representava cerca de 1/3 da alcançada em 1913". Nesse mesmo ano de 1921, foram implantadas algumas medidas liberalizantes, trocando por um imposto único o confisco da produção pelo Estado. Em 1922, foi expedido o Código Agrário, regulando certos tipos de propriedade rural. Em 1927/1928, houve o fim desse período liberalizante, com a introdução dos planos quinquenais. Ao fim do período do plano, em 1932 a agricultura recuara 25,7% em relação ao período 1927/1928. Essa tendência seria observada em outras economias planificadas como a República Popular da China e a antiga Iugoslávia, impulsionando a troca dos modelos de fazendas coletivas para cooperativas agrícolas.

### Relação com o socialismo
Embora o socialismo não seja equivalente ao planejamento econômico ou ao conceito de economia planejada, uma concepção influente do socialismo envolve a substituição dos mercados de capitais por alguma forma de planejamento econômico, a fim de alcançar uma coordenação da economia. O objetivo de tal sistema econômico seria alcançar o controle consciente da economia por parte da população, especificamente para que o uso do produto excedente fosse controlado pelos produtores. As formas específicas de planejamento propostas para o socialismo e sua viabilidade são temas do debate do cálculo econômico.

#### Planejamento econômico computacional
Quando o desenvolvimento da tecnologia da computação ainda estava em seus estágios iniciais em 1971, o governo socialista Allende do Chile lançou o Projeto Cybersyn para instalar uma máquina de telex em todas as corporações e organizações da economia para a comunicação de dados econômicos entre as empresas e o governo. Os dados também foram alimentados em uma economia simulada por computador para previsão. Uma sala de controle foi construída para observação em tempo real e gerenciamento da economia geral. O estágio de protótipo do projeto mostrou-se promissor quando foi usado para redirecionar suprimentos em torno de uma greve de caminhoneiros, mas depois que Augusto Pinochet liderou um golpe em 1973 que estabeleceu uma ditadura militar sob seu governo, o programa foi abolido e Pinochet levou o Chile a uma economia de mercado mais liberalizada.
Em seu livro Towards a New Socialism (1993), o cientista da computação Paul Cockshott da Universidade de Glasgow e o economista Allin Cottrell da Universidade Wake Forest afirmam demonstrar como uma economia democraticamente planejada baseada na moderna tecnologia da computação é possível e impulsiona a tese que seria economicamente mais estável do que as economias de livre mercado e também moralmente desejável.

#### Cibernética
O uso de computadores para coordenar a produção de maneira ótima tem sido proposto de várias maneiras para as economias socialistas. O economista polonês Oskar Lange argumentou que o computador é mais eficiente do que o processo de mercado para resolver a multiplicidade de equações simultâneas necessárias para alocar insumos econômicos com eficiência (em termos de quantidades físicas ou preços monetários).
O sistema distribuído de apoio à decisão chileno de 1970, Projeto Cybersyn, foi iniciado pelo governo socialista de Salvador Allende em uma tentativa de avançar em direção a uma economia planificada descentralizada utilizaram o experimento Cyberfolk, desenvolvido pela equipe do Cybersyn. Conceitualmente, o experimento consistia em dar ao povo a possibilidade de ter uma ligação em tempo real desde as suas casas com os grupos decisórios do Governo, podendo assim ter uma participação democrática nos processos de decisão.

## Planejamento Central

### Vantagens
O governo pode aproveitar a terra, o trabalho e o capital para servir aos objetivos econômicos do estado. A demanda do consumidor pode ser contida em favor de um maior investimento de capital para o desenvolvimento econômico em um padrão desejado. Em comparações internacionais, as nações socialistas de estado se comparam favoravelmente às nações capitalistas em indicadores de saúde como mortalidade infantil e expectativa de vida. No entanto, a realidade disso, pelo menos no que diz respeito à mortalidade infantil, variou dependendo se estatísticas oficiais soviéticas ou definições da OMS foram usadas.
O estado pode começar a construir enormes indústrias pesadas de uma só vez em uma economia subdesenvolvida, sem esperar anos pelo acúmulo de capital por meio da expansão da indústria leve e sem depender de financiamento externo. Foi o que aconteceu na União Soviética durante a década de 1930, quando o governo obrigou a redução da parcela da renda nacional bruta dedicada ao consumo privado de 80% para 50%. Como resultado deste desenvolvimento, a União Soviética experimentou um crescimento maciço na indústria pesada, e simultaneamente, com uma contração maciça de seu setor agrícola devido à escassez de mão de obra.

### Desvantagens

#### Instabilidade econômica
Estudos de economias de comando do Bloco de Leste nas décadas de 1950 e 1960 por economistas americanos e do Leste Europeu descobriram que, ao contrário das expectativas de ambos os grupos, eles mostraram maiores flutuações na produção do que as economias de mercado durante o mesmo período.

#### Distribuição ineficiente de recursos
Os críticos das economias planejadas argumentam que os planejadores não podem detectar as preferências dos consumidores, escassez e excedentes com precisão e, portanto, não podem coordenar a produção de forma eficiente (em uma economia de mercado, um sistema de preços livres destina-se a atender a esse propósito). Essa dificuldade foi notadamente escrita pelos economistas Ludwig von Mises e Friedrich Hayek, que se referiram a aspectos sutilmente distintos do problema como o problema do cálculo econômico e o problema do conhecimento local, respectivamente.
Enquanto o primeiro enfatizou os fundamentos teóricos de uma economia de mercado para a teoria do valor subjetivo enquanto atacava a teoria do valor-trabalho, o último argumentou que a única maneira de satisfazer os indivíduos que têm uma hierarquia de necessidades em constante mudança e são os únicos a possuir suas circunstâncias individuais, é permitindo que aqueles com maior conhecimento de suas necessidades tenham o poder de usar seus recursos em um mercado competitivo para atender às necessidades da maioria dos consumidores de forma mais eficiente. Este fenômeno é reconhecido como ordem espontânea. Além disso, a má alocação de recursos naturalmente resultaria ao redirecionar o capital de indivíduos com conhecimento direto e contorná-lo para mercados onde um monopólio coercitivo influencia o comportamento, ignorando os sinais do mercado. De acordo com Tibor Machan, "sem um mercado em que as alocações possam ser feitas em obediência à lei da oferta e da demanda, é difícil ou impossível canalizar recursos com respeito às preferências e objetivos humanos reais".

#### Supressão da democracia econômica e autogestão
O economista Robin Hahnel, que apóia a economia participativa, uma forma de economia socialista com planejamento descentralizado, observa que mesmo se o planejamento central superasse suas inibições inerentes de incentivos e inovação, não seria capaz de maximizar a democracia econômica e a autogestão, que ele acredita serem conceitos que são mais coerentes intelectualmente, consistentes e justos do que as noções convencionais de liberdade econômica. Além disso, Hahnel afirma:
Combinado com um sistema político mais democrático, e refeito para se aproximar de uma versão do melhor caso, as economias de planejamento centralizado sem dúvida teriam um desempenho melhor. Mas eles nunca poderiam ter proporcionado autogestão econômica, sempre teriam sido lentos para inovar à medida que a apatia e a frustração cobravam seu preço inevitável, e sempre teriam sido suscetíveis a crescentes desigualdades e ineficiências à medida que aumentavam os efeitos do poder econômico diferencial. Sob o planejamento central, nem planejadores, gerentes ou trabalhadores tinham incentivos para promover o interesse socioeconômico. Nem impedir os mercados de bens finais para o sistema de planejamento emancipou os consumidores de maneiras significativas. Mas o planejamento central teria sido incompatível com a democracia econômica, mesmo que tivesse superado seus passivos de informação e incentivos. E a verdade é que ele sobreviveu tanto tempo apenas porque foi sustentado por um poder político totalitário sem precedentes.

### Economia de comando
As economias planejadas contrastam com as economias de comando, pois uma economia planejada é "um sistema econômico no qual o governo controla e regula a produção, distribuição, preços etc." Em economias de comando, importantes decisões de alocação são tomadas por autoridades governamentais e impostas por lei.
Isso vai contra a compreensão marxista de planejamento consciente. O planejamento descentralizado foi proposto como base para o socialismo e tem sido defendido de várias maneiras por anarquistas, comunistas de conselhos, marxistas libertários e outros socialistas democráticos e libertários que defendem uma forma de socialismo não mercantil, em total rejeição ao tipo de planejamento adotado na economia da União Soviética.
A maior parte de uma economia de comando é organizada em um modelo administrativo de cima para baixo por uma autoridade central, onde as decisões relativas aos requisitos de investimento e produção são decididas no topo da cadeia de comando, com pouca contribuição dos níveis inferiores. Os defensores do planejamento econômico às vezes têm sido críticos ferrenhos dessas economias de comando. Leon Trotsky acreditava que aqueles no topo da cadeia de comando, independentemente de sua capacidade intelectual, operavam sem a contribuição e participação dos milhões de pessoas que participam da economia e que entendem/respondem às condições locais e às mudanças na economia. Portanto, eles seriam incapazes de coordenar efetivamente toda a atividade econômica.
Os historiadores associaram as economias planejadas aos estados marxista-leninistas e ao modelo econômico soviético. Desde a década de 1980, reconheceu-se que o modelo econômico soviético não constituía de fato uma economia planejada, pois um plano abrangente e vinculante não orientava a produção e o investimento. A distinção adicional de um sistema de comando administrativo emergiu como uma nova designação em alguns círculos acadêmicos para o sistema econômico que existia na antiga União Soviética e no Bloco de Leste, destacando o papel da tomada de decisão hierárquica centralizada na ausência de controle popular sobre o economia. A possibilidade de uma economia digital planejada foi explorada no Chile entre 1971 e 1973 com o desenvolvimento do Projeto Cybersyn e por Aleksandr Aleksandrovich Kharkevich, chefe do Departamento de Física Técnica de Kiev em 1962.
Embora tanto o planejamento econômico quanto uma economia planejada possam ser autoritários ou democráticos e participativos, os críticos social-democráticos argumentam que as economias de comando têm sido autoritárias ou não democráticas na prática. O planejamento indicativo é uma forma de planejamento econômico que direciona a economia por meio de métodos baseados em incentivos. O planejamento econômico pode ser praticado de forma descentralizada por meio de diferentes autoridades governamentais. Em algumas economias predominantemente orientadas para o mercado e ocidentais mistas, o estado utiliza o planejamento econômico em indústrias estratégicas, como a indústria aeroespacial. As economias mistas geralmente empregam planejamento macroeconômico, enquanto os assuntos microeconômicos são deixados para o mercado e o sistema de preços.

## Planejamento Descentralizado
Uma economia planejada descentralizada, ocasionalmente chamada de economia planejada horizontalmente devido ao seu horizontalismo, é um tipo de economia planejada em que o investimento e a alocação de bens de consumo e de capital são explicados de acordo com um plano de toda a economia construído e operacionalmente coordenado por meio de uma rede distribuída de agentes econômicos díspares ou mesmo unidades de produção. O planejamento descentralizado é geralmente colocado em contraste com o planejamento centralizado, em particular o planejamento econômico do tipo soviético, onde a informação econômica é agregada e usada para formular um plano de produção, investimento e alocação de recursos por uma única autoridade central. O planejamento descentralizado pode tomar forma tanto no contexto de uma economia mista quanto em um sistema econômico pós-capitalista. Esta forma de planejamento econômico implica algum processo de tomada de decisão democrática e participativa dentro da economia e dentro das próprias empresas na forma de democracia industrial. Formas computadorizadas de planejamento econômico democrático e coordenação entre empresas econômicas também foram propostas por vários cientistas da computação e economistas radicais. Os proponentes apresentam o planejamento econômico descentralizado e participativo como uma alternativa ao socialismo de mercado para uma sociedade pós-capitalista.
O planejamento descentralizado tem sido uma característica da economia anarquista e de outras economias socialistas. Variações de planejamento descentralizado, como democracia econômica, democracia industrial e economia participativa, foram promovidas por vários grupos políticos, principalmente anarquistas, socialistas democráticos, socialistas de corporações, marxistas libertários, socialistas libertários, sindicalistas revolucionários e trotskistas. Durante a Revolução Espanhola, algumas áreas onde a influência anarquista e socialista-libertária foi extensa, particularmente as regiões rurais, foram administradas com base em um planejamento descentralizado semelhante aos princípios estabelecidos pelo anarcossindicalista Diego Abad de Santillan no livro "Depois da revolução".

### Modelos

#### Coordenação negociada
O economista Pat Devine criou um modelo de planejamento econômico descentralizado denominado "coordenação negociada" que se baseia na propriedade social dos meios de produção por aqueles afetados pelo uso dos ativos envolvidos, com a alocação de bens de consumo e de capital feita por meio de um sistema participativo forma de tomada de decisão por aqueles no nível de produção mais localizado. Além disso, as organizações que utilizam a modularidade em seus processos de produção podem distribuir a resolução de problemas e a tomada de decisões.

#### Planejamento participativo
A estrutura de planejamento de uma economia planejada descentralizada é geralmente baseada em um conselho de consumidores e um conselho de produtores (ou, em conjunto, uma cooperativa distributiva), às vezes chamada de cooperativa de consumidores. Produtores e consumidores, ou seus representantes, negociam a qualidade e a quantidade do que será produzido. Essa estrutura é central para o socialismo de guilda, a economia participativa e as teorias econômicas relacionadas ao anarquismo.

### Implementações

#### Catalunha Revolucionária
Alguma participação descentralizada no planejamento econômico foi implementada em toda a Espanha Revolucionária, mais notavelmente na Catalunha, durante a Revolução Espanhola de 1936.